# Nemum atracuminatum
Nemum atracuminatum är en halvgräsart som beskrevs av Larridon, Reynders och Paul Goetghebeur. Nemum atracuminatum ingår i släktet Nemum och familjen halvgräs. Inga underarter finns listade i Catalogue of Life.